# Neomicina
Neomicina, também conhecido pelos nomes comerciais Menaderm e Dermisone, entre outros, é um antibiótico aminoglicosídeo de amplo espectro descoberta em 1949, produzido pelo actinomiceto Streptomyces fradiae. É usado para tratar algumas infecções de pele, hepáticas ou intestinais e em profilaxia pré-cirúrgica.

## Indicações
Atua mais sobre as espécies gram-negativas altamente sensíveis que incluem: Escherichia coli, Enterobacter aerogenes, Klebisiella sp., Salmonella sp. Serratia sp. Shigella sp. e Proteus vulgaris. Os micro-organismos gram-positivos que são inibidos incluem Staphylococcus aureus, Staphylococcus epidermidis e Enterococcus faecalis.

## Contraindicações
Apresenta alta frequência (10%) de algum nível de hipersensibilidade. O uso oral é contra-indicado em caso de obstrução ou lesões gastrointestinais, pois aumentam sua absorção e toxicidade. Inibe a absorção de vitamina B12 e de penicilinas. Potencia bloqueio neuromuscular de relaxantes musculares.

## Administração
É administrado nas formas farmacêuticas pomadas, comprimidos, gotas ou soluções. É usada como comprimido, antes das refeições, para suprimir a flora bacteriana anormal do intestino. Não deveria ser usada por via parenteral por sua elevada ototoxicidade e nefrotoxicidade, e por interagir com os bloqueadores neuromusculares, já que outras opções mais seguras estão disponíveis.
As pomadas contendo neomicina usualmente são aplicadas duas ou três vezes ao dia e têm ampla aplicação em diversas infecções de pele e mucosas em casos de queimaduras, feridas, úlceras e dermatoses infectadas. 

## Mecanismo de ação
Interfere na síntese de proteínas pelas bactérias, ao se unir a subunidade 30S dos ribossomos bacterianos.
No tratamento adjuvante de encefalopatia hepática, a neomicina é utilizada para suprimir as bactérias no intestino que produzem urease, uma enzima que degrada a ureia em dióxido de carbono (CO2) e amoníaco (NH3). Ao inibir o crescimento de bactérias produtoras de urease, a quantidade de amoníaco disponível para absorção a partir do intestino é reduzida, resultando numa diminuição dos níveis de amônia no plasma e LCR.

## Farmacocinética
Apenas 3% de uma dose oral é absorvida pelo tubo gastrointestinal. Os níveis plasmáticos máximos de 2 a 6 mcg/ml são alcançadas em 1 a 2 horas. Se une pouco a proteínas. Quase 97% é excretado inalterada nas fezes e o resto na urina com uma meia-vida de 2 a 3 horas. Atravessa placenta e causa perda auditiva e dano renal ao feto (categoria C ou D).

## Efeitos colaterais
Seu uso prolongado está associado a:
- Malabsorção
- Danos renais
- Perda auditiva
- Bloqueio neuromuscular

É muito nefrotóxica e ototóxica mesmo quando comparada a outros aminoglicosídeos. 

## Toxicidade
A superdosagem pode resultar em toxicidade sistêmica acarretando perda da audição e equilíbrio e problemas renais, entre outras complicações.

## Interações
A administração concomitante da Neomicina e fenoximetilpenicilina (ou penilina V) produz má absorção de fenoximetilpenicilina.